# Dorothea Fischer (Malerin)
Dorothea Fischer (* 1937 in Gevelsberg) ist eine deutsche informelle Malerin und Zeichnerin.

## Ausbildung
Von 1937 bis 1956 lebte sie in Amsterdam und Rotterdam. Von 1957 bis 1963 studierte sie an der Kunstakademie in Edinburgh und anschließend von 1963 bis 1966 an der Hochschule der Künste in Berlin-Charlottenburg. 1967 zog Dorothea Fischer nach Herford um. Bei Willi Pramann studierte sie von 1972 bis 1976 Kunstpädagogik an der Pädagogischen Hochschule in Bielefeld. Von 1984 bis 1992 war sie Kunstlehrerin in Bielefeld und arbeitete anschließend als Dozentin an der Universität Bielefeld.
Heute lebt Dorothea Fischer in Hamburg.

## Werk
Dorotha Fischer schafft gegenstandslose Aquarelle und Gemälde, oftmals mit Pigmenten durchsetzt und Acrylbilder auf Leinen in der Tradition der Informellen Malerei, die an Mark Rothko erinnern. Dabei setzt Fischer die eigene seelische Befindlichkeit in immateriell wirkende, stark farbige Bilder um, die durch bewusste Beschädigungen und aggressives Hineinarbeiten mit Tusche, Kreide und Spachtel kleine Spuren von Vergänglichkeit in sich aufzeigen. Durch mehrere, übereinander aufgetragene Farbschichten entstehen ganz eigene Kompositionen, die beständig miteinander kommunizieren. In kühlen Schattierungen wird ein Spannungsbogen zwischen den einzelnen Farbfeldern erzeugt und durch Nähe und Gegensatz sowie durch die unterschiedliche Größe der Farbfelder weiter verstärkt. Die Farbflächen stehen dabei selten geometrisch genau zueinander. Sie sind Ausdruck einer Malerei, die durch ihre Farbigkeit lebt und durch Farbe und Areale Weiträumigkeit suggeriert.
Dorothea Fischer signiert ihre Bilder mit D.Fischer.

## Zitate
- „Die Farben selbst, die Farbmittel, ihr Auftrag auf die Leinwand, die sich entfaltende Strahlung und Spannung zwischen den Farbfeldern sowie die Übergänge zwischen ihnen, das ist, was mich immer wieder reizt und fasziniert“[1]

## Werke in Museen und Sammlungen (Auswahl)
- Kunsthalle Bielefeld
- Herne Städtische Sammlung
- Private Kunstsammlung in Obervorschütz

## Ausstellungen (Auswahl)
- 1967 Daniel Pöppelmann Haus Herford
- 1982 Kunsthalle Bielefeld
- 1998 Kunsthalle Bielefeld
- 1987 Galerie elf Bad Salzuflen
- 1993 Herford Johanniskirche
- 1997 Siegen Ausstellungsforum des Siegerland Kreises
- 1997 Lippstadt Galerie im Rathaus
- 2013 Harburger Hit Technopark
- 2014 Foyer des Hit-Technoparks in Bostelbek mit dem Gemälde Augensicht von 2011